# Teodoro Salah
Teodoro Salah Jaque (Santiago del Cile, 13 maggio 1917 – Viña del Mar, 13 febbraio 1995) è stato un pallanuotista cileno, che ha partecipato alle Olimpiadi estive di  Londra 1948, assieme al fratello José.